# 香港播出之日劇列表
香港播出之日劇列表為在香港播映過之日本戲劇。
影集在大中華區的其他譯名可參考模板:CGroup/JP。

## 相關項目
- J2
- ViuTV
- myTV SUPER
- Viu
- 日劇台
- 精選亞洲劇台
- Now劇集台
- 有線劇集台
- 衛視電影台
- 翡翠台〔已停播所有日劇〕
- 明珠台〔已停播所有日劇〕
- 高清翡翠台〔已停播所有日劇〕
- 煲劇二台〔已停播所有日劇〕
- 有線娛樂台〔已停播所有日劇〕
- now香港台〔已停播〕
- Now 101台〔已停播〕
- 本港台〔已倒閉〕
- 亞洲台〔已倒閉〕

## 相關連結
- 無綫電視外購日本劇集列表
- Now寬頻電視／香港電視娛樂外購日本劇集列表
- 有線電視外購劇集列表